# إليشا ميتشيل
إليشا ميتشيل (بالإنجليزية: Elisha Mitchell) هو جيولوجي أمريكي، ولد في 19 أغسطس 1793 في مقاطعة ليتشفيلد في الولايات المتحدة، وتوفي في 27 يونيو 1857 في مقاطعة يانسي في الولايات المتحدة.

## وصلات خارجية
- إليشا ميتشيل على موقع الموسوعة البريطانية (الإنجليزية)